# SCANDAL (日本音樂團體)
是一支日本女子搖滾樂團，在2006年8月於大阪組成。自組成樂團後，她們開始到大阪城公園（城天）作街頭表演。SCANDAL於正式出道前曾於美國、法國、香港等日本海外地方演出。2008年3月她們跟Kitty Records和Tower Records簽約。2008年10月，SCANDAL以單曲《DOLL》正式出道。2009年，SCANDAL的一些歌曲被起用為動畫歌曲，例如《BLEACH》和《鋼之鍊金術師 FULLMETAL ALCHEMIST》等等，令樂團人氣急速上升。2012年3月28日，SCANDAL成功在日本武道館開辦個人演唱會，是當時日本史上最快能夠在日本武道館開個人演唱會的女子樂團。2015年1月SCANDAL舉辦了 SCANDAL WORLD TOUR 2015「HELLO WORLD」世界巡回演唱會，除了日本多個地區公演外，亦去了美國，英國，德國，法國，墨西哥，新加坡，台灣和香港等地方巡迴演出。2016年是SCANDAL樂團組成的第十週年，在同年4月也開始舉辦了 SCANDAL TOUR 2016「YELLOW」世界巡回演唱會。
此外樂團出道至今的十張原創專輯及三張精選專輯都打進Oricon公信榜專輯周榜首五名，為該榜史上首隊女子樂團達成此紀錄。

## 成員

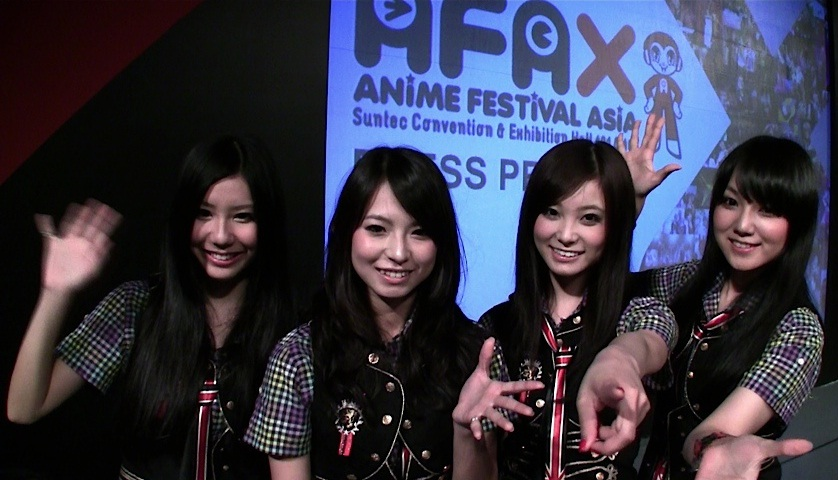
由左至右分別是TOMOMI、HARUNA、RINA和MAMI。攝於2010年。

| 名字   | 負責部份       | 本名     | 生日          | 出身地 | 身高  | 血型 | 星座   |
| ------ | -------------- | -------- | ------------- | ------ | ----- | ---- | ------ |
| HARUNA | 主音、吉他     | 小野春菜 | 1988年8月10日 | 愛知縣 | 153cm | A型  | 獅子座 |
| MAMI   | 吉他、和聲     | 笹崎麻美 | 1990年5月21日 | 愛知縣 | 161cm | AB型 | 金牛座 |
| TOMOMI | 貝斯、第二主音 | 小川智美 | 1990年5月31日 | 兵庫縣 | 157cm | A型  | 雙子座 |
| RINA   | 爵士鼓、和聲   | 鈴木理菜 | 1991年8月21日 | 奈良縣 | 160cm | B型  | 獅子座 |

### HARUNA（ハルナ）（小野春菜）- 主音
SCANDAL的隊長，也是隊中年紀最大的成員，擔任樂團中的主音和吉他手。是樂團中主要的發言人，在演出時最常與樂迷互動。性格比較穩重冷靜，被其他三位成員依賴著，是大姐姐般的存在，但也是成員中最矮小的，因此總是站最前面。聲音屬中性且沈穩，聲線有力，表演時也會有不少小動作，相當有台風而且很有壓台感，無時無刻都能吸引著觀眾和鏡頭的目光。衣著打扮方面比較偏向走型格路線。私下會經常做瑜伽。喜歡燒肉、拉麵，肉食系女子，就連武道館演出所穿的特攻服都繡著「燒肉定食」，根據其他三名成員所言，HARUNA發火時很可怕。秘密是醉酒後性情會變成了第二個人似的，並對其他成員多了身體接觸。暱稱「はる」，成員也稱呼她做「BOSS」。不喜歡人稱呼她「はるねえ」(大姐姐的意思)。

### MAMI（マミ）（笹崎麻美） -結他手
樂團中的主結他手，負責彈奏大部份歌曲中的結他solo，亦是最經常為樂團去創作歌曲的一位，特別是在作曲的部份。校服時代後衣著較為中性，不太愛穿裙子。四名成員之中她是最經常轉換髮色和頭髮造型的一位。她也是個電玩動漫迷，是隊中最熟悉動漫的成員，隨身也帶着一部Nintendo 3DS。在歌聲上面大多是負責合聲的工作，別於一般女生高亢的頻率，MAMI的嗓音較為渾厚低沉些，也呈現了專屬的特色。儘管在拍照時展現出來的模樣經常都帶著冷酷的表情，但演出時她的魅力絕對不會輸給任何一人。HARUNA也認為她在隊伍中是最有趣的隊員。秘密是包包內隨時都放着胃藥。暱稱「まみたす」。

### TOMOMI（トモミ）（小川智美）- 貝斯手
樂團中的貝斯手，也擔任不少主唱和合聲的部份，是除了主音HARUNA外隊中擁有最多獨唱歌曲的成員，也是最經常為樂團新曲填詞的一位。TOMOMI 性格樂天開朗，經常笑，十分可愛。平時很斯文，間中也會發呆，說話並不多，就算在訪問中也總是發言最少的一位；但當她一拿起貝斯整個人就會變得異常地有幹勁，而且非常活潑，體力好像用不完似的，有著強大的反差。她也是一名吃貨，是隊中的開心果，最懂得帶起氣氛的一位。聲線方面，她擁有著被稱作「萌系」的獨特聲音，跟HARUNA的中性聲音混合後所發出的化學作用可說是相當美妙而強烈。時常和MAMI一起搞笑、做出脫序、沒有形象的搞笑行為。秘密是隨時隨地也會喝睡。暱稱「とも」，「てぃも」。

### RINA（リナ） （鈴木理菜） - 鼓手
樂團中擔任鼓手，也有兼顧合聲部份。是隊內最年輕的成員，在家中則是長女，也十分有主見，縱使在隊中排行最小，也會經常向成員發表自己意見。她曾參加過關8太鼓比賽而且獲勝。私下也懂得彈奏鋼琴。她的衣著打扮非常可愛，也很女性化。儘管她在演出時的位置都在舞台的最後方，但她的現場表現絕對可以讓所有人無時無刻都不能忽略她的存在。她亦曾表示自己很享受站在舞台的後方，因為那是觀察着整個舞台的最佳視野，加上可以看到其餘三位成員的表現覺得很有趣。RINA 的聲線甜美，但往往要專注於打鼓的部分，難以在歌聲的部分兼顧。她也是四名成員之中最勤力發Twitter和Blog的一位( 比其他三人要多好幾倍 )。巡迴演出時總會隨身帶備著相機，去拍一下風景和成員的有趣事，也很愛自拍。暱稱「りなり」。
2020年5月18日開始經營個人YouTube
截至2021年12月1日止已經有5萬人訂閱
https://www.youtube.com/channel/UCMk3DnW_q0RtsbR76PCk-cw （页面存档备份，存于）

## 樂團名字的由來
SCANDAL在樂團組成之前她們都會經常去一間位於日本大阪市都島區京橋附近的錄音室「BROTHERZ」進行練習，錄音室是位於該大廈的6樓，而除了6樓以外其他層數也是大大小小的色情店鋪。而就在她們決定要組成樂團去準備出席演出活動的那段期間，有一天成員在錄音室如常完成練習後，在離開該大廈之際，她們留意到在大廈地下附近的一間色情店鋪掛著一個非常突出的名牌，而名牌上面印有的是該色情店鋪的名字，而那個名字就是スキャンダル (SCANDAL)，最後她們就決定了把樂團命名為SCANDAL。

## 經歷

### 組成樂團
2006年8月，SCANDAL於大阪成立，成員包括主唱HARUNA，吉他手MAMI、貝斯手TOMOMI和鼓手RINA。TOMOMI和RINA來自一所聲樂及舞蹈學校的大阪分校，HARUNA和MAMI則來自名古屋分校。成員當中只有MAMI曾於高中時擔任樂團鼓手，其他成員均不懂得演奏樂器。樂團成立一周後便有一場現場表演，她們為此每天在錄音室練習12小時。在8月下旬，她們將樂團命名為「SCANDAL」。自組成樂團後，她們開始到大阪城公園（城天）作街頭表演，亦時會到關西的一些場地表演。由於她們當時表演的地方跟大型表演場地大阪城大廳（大阪城ホール）相當接近，所以她們自組成以來一直希望在那裏開演唱會。2007年8月，她們獲邀到澀谷Club asia的一個活動上表演，這是樂團首次離開關西，並在東京演出。據SCANDAL所講，由於場上有來自唱片公司的人，所以該次表演對她們出道的影響十分重大。她們幾個月後跟Kitty Records和Tower Records簽約。

### 獨立製作時期

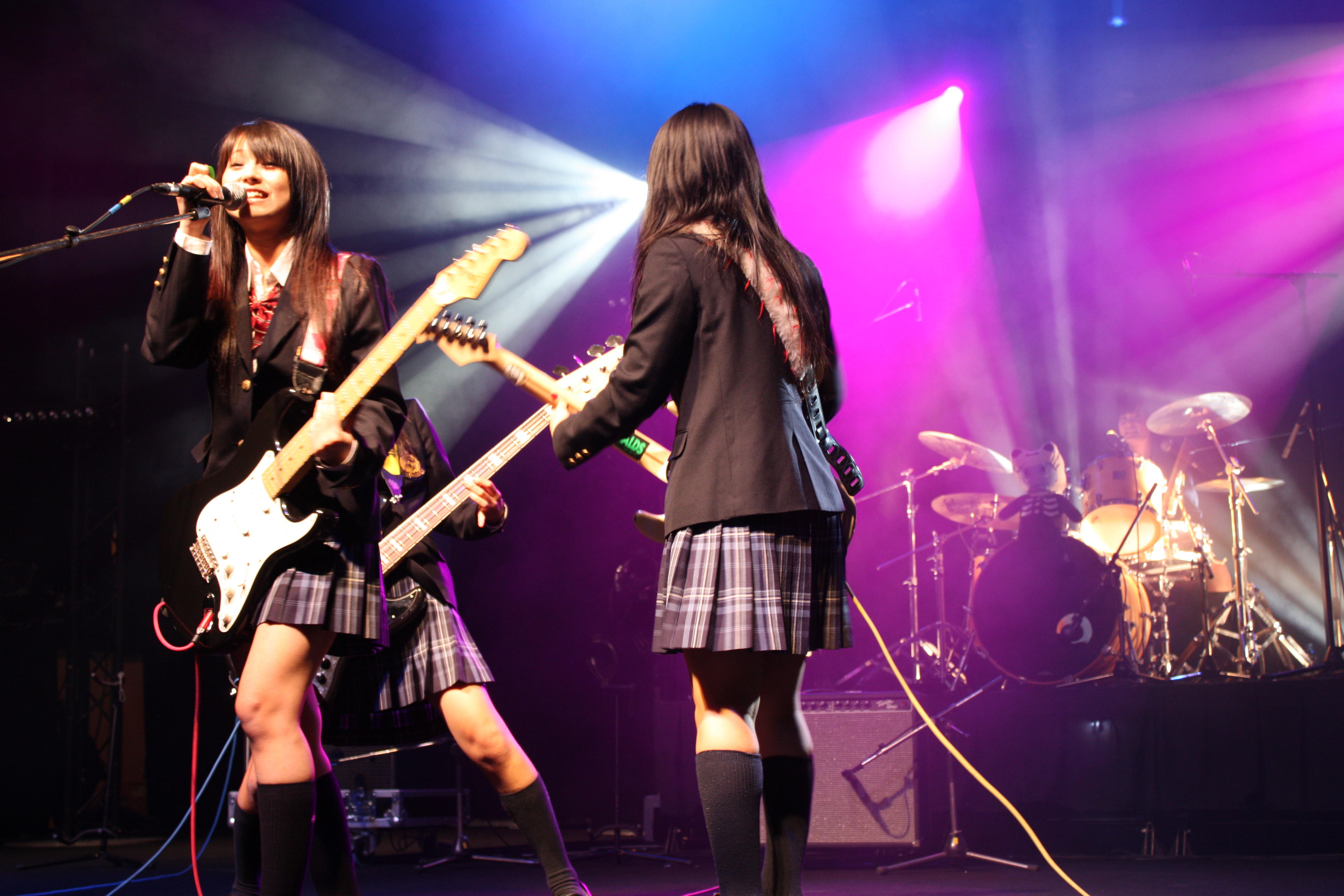
SCANDAL正在演出。攝於2008年7月5日日本博覽會。

2008年，Tower Records獨家發行了三張SCANDAL的單曲。第1張單曲《Space Ranger》於TOWER獨立製作排行榜（TOWERインディーズチャート）上得第2名，第2張《戀模樣》和第3張《蜉蝣》則得首名。同年8月，SCANDAL發行了其首張迷你專輯《YAH!YAH!YAH! HELLO SCANDAL》。
另外，SCANDAL亦開始到日本海外表演。在發行第1張單曲後的3月下旬，她們到了美國參與了「Japan Nite US tour 2008」的演出，然後於美國西雅圖的日本文化及動畫展「Sakura-Con」演出。同年7月，她們參演了於法國巴黎舉辦的日本博覽會。8月1日和2日，她們於香港動漫電玩節演出。其後，她們於8月18日至29日期間舉辦了其首次全國巡迴演出「SCANDAL - Give me P.P. Tour 2008 -」。

### 正式出道
2008年－2009年
2008年10月，SCANDAL正式出道，經Epic Records Japan發行其出道作《DOLL》。這張單曲於Oricon公信榜上得第26名，於Japan Hot 100取得第5名。她們自此得以出現在主流媒體，例如出席音樂節目《MUSIC STATION》等等。2009年3月，SCANDAL發行第2張單曲，名為《SAKURA再見》，以紀念TOMOMI和MAMI兩名成員的高中畢業。4月，她們的《少女S》被採用為動畫《BLEACH》的第十首主題曲。這首歌於兩個月後作為她們的第3張單曲發行，於Oricon公信榜單曲周榜上取得第6名。這是她們當時取得過的最高排名，也是她們首次打進周榜頭十名。10月，在第4張單曲《夢想的翅膀》發行一週後，她們發行了其首張專輯《BEST★SCANDAL》，並取得Oricon公信榜專輯周榜第5名，為該排行榜7年半來再次有女子樂團的首張專輯取得5名以內（上一張是ZONE的《Z》，第2位）。12月，SCANDAL舉辦了正式出道以來首次全國巡迴演出「（First One-man Live Tour）」。12月30日，她們獲得第51屆日本唱片大獎新人獎。
2010年
2010年，SCANDAL的第5張單曲《多愁善感的瞬間》被起用為動畫《鋼之鍊金術師 FULLMETAL ALCHEMIST》的片尾曲。同年4月21日，SCANDAL翻唱ZONE的《Secret base ～你給我的東西～》，以網上下載鈴聲形式發行。6月，她們發行了第6張單曲《太陽與你所描繪的STORY》和其首張演唱會DVD《SCANDAL FIRST LIVE - BEST★SCANDAL 2009 -》，其中DVD獲得了Oricon公信榜DVD綜合榜第5名。第7張單曲《遺憾的眼淚》於7月發行，為樂團首張抒情單曲。8月，第2張專輯《TEMPTATION BOX》於全球42個國家發行。這張專輯取得Oricon公信榜第3名，為自2009年Chatmonchy（チャットモンチー）的《告白》以來，再次有女子樂團專輯打進該榜頭三名。SCANDAL於10月發行她們2010年最後一張單曲《踢飛醜聞》，並憑該單曲於公信榜單曲周榜上取得第3位，為樂團當時於該榜的最高名次。11月，她們發行其首張翻唱專輯《R-GIRL's ROCK!》，翻唱多首女歌手的歌曲。

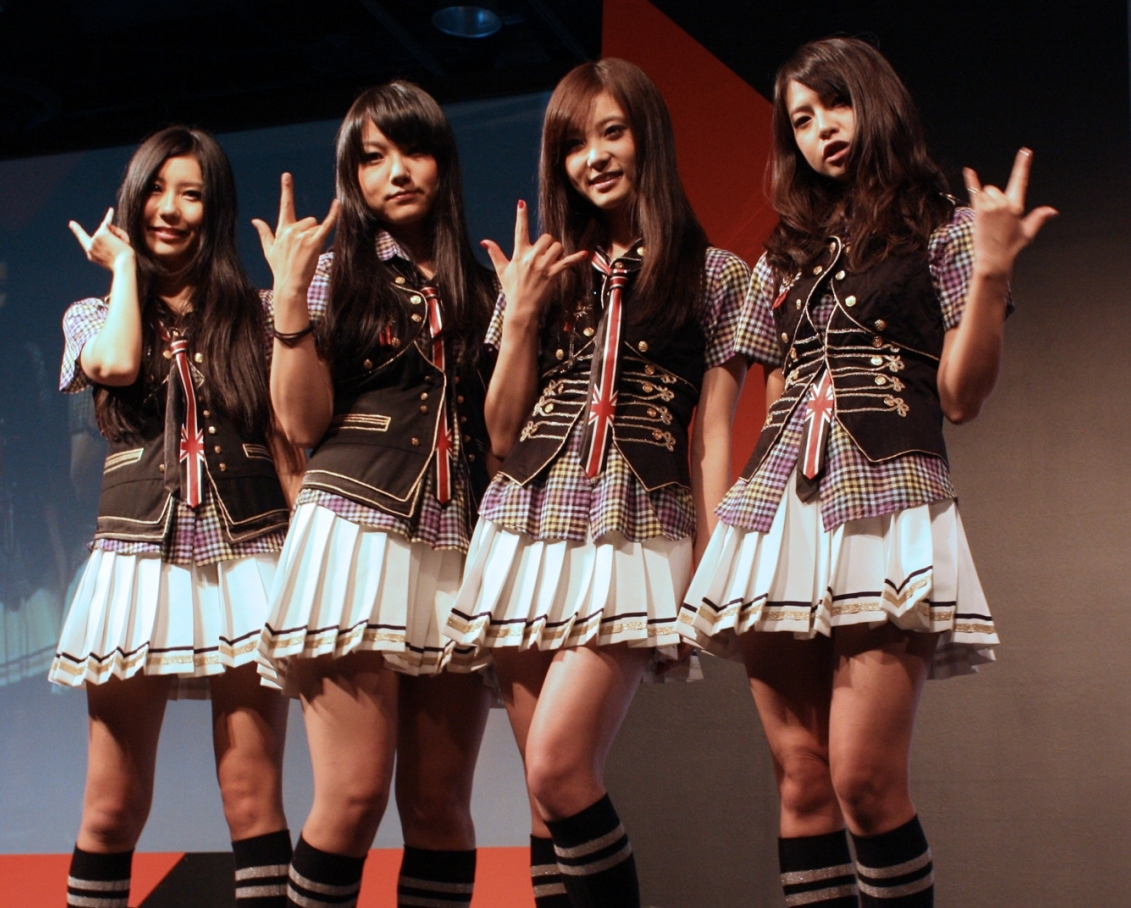
SCANDAL。攝於2010年亞洲動漫節。

除了音樂作品外，樂團首個音樂節目（TBS）於同年7月2日開始播映，共有13集。她們亦於同年7月31日連續第3年到香港動漫電玩節表演，並於翌日8月1日於香港會議展覽中心舉辦個人演唱會。11月3日，她們參演了由Animax舉行的「ANIMAX MUSIX FALL 2010」演唱會，演唱了多首歌曲，亦跟歌手中川翔子合唱了《Don't say "lazy"》一曲。11月14日，她們到了於新加坡舉辦的大型動漫活動亞洲動漫節（AFA）演出。
2011年
2011年2月，SCANDAL發行了其該年首張單曲《Pride》，收錄了首次由成員自己作曲和填詞的歌曲《Emotion》。兩個月後，第10張單曲《遙遠》於4月發行，並取得公信榜周榜第3名，平了自己《踢飛醜聞》的紀錄。之後，她們在分別在7月和8月發行了其第11張單曲《LOVE SURVIVE》和第3張原創專輯《BABY ACTION》。在專輯發行後，SCANDAL於9月舉辦了首次亞洲巡迴演唱會「SCANDAL ASIA TOUR 2011『BABY ACTION』」，到台北、香港和新加坡三個亞洲城市演出；以及於10月至12月舉辦自身首個日本國內Hall Tour「SCANDAL VIRGIN HALL TOUR 2011『BABY ACTION』」。
2012年

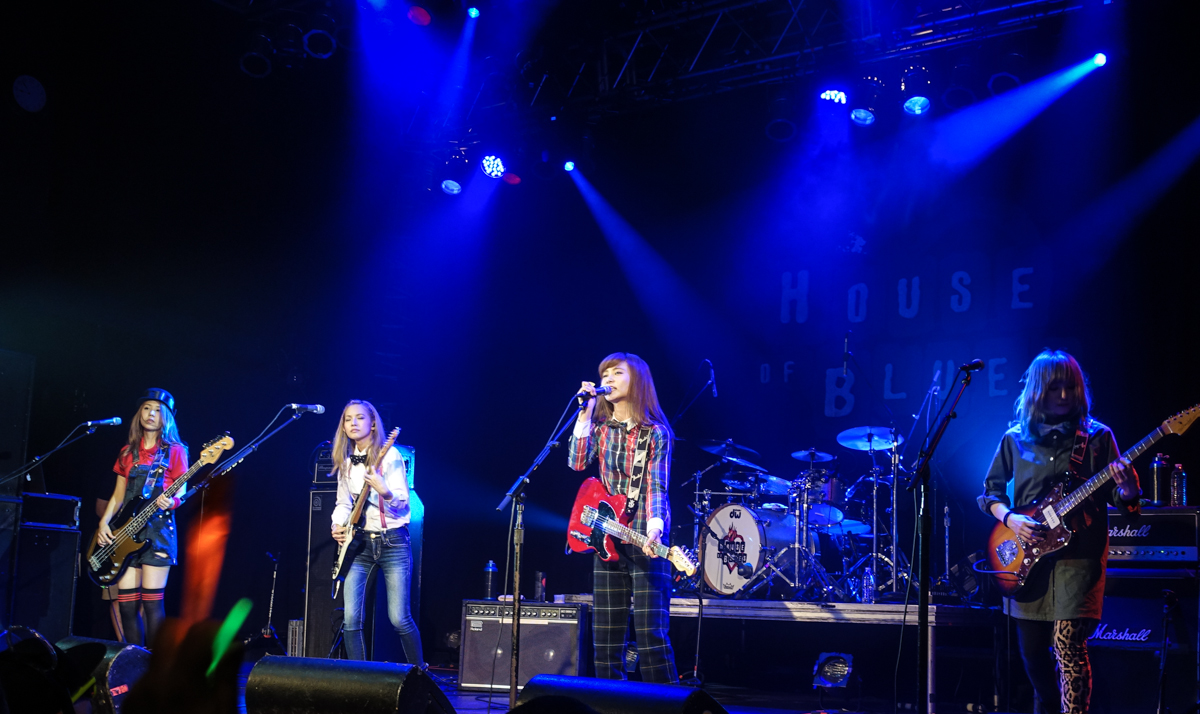
SCANDAL正在演出。攝於2014年5月23日

2012年2月，SCANDAL的第12張單曲《HARUKAZE》發行。《HARUKAZE》一曲被採用為《BLEACH》的第十五首主題曲，為樂團第二次為該動畫提供歌曲。接下來的3月，她們發行了其首張精選輯《SCANDAL SHOW》；其中收錄了經常在演唱會上表演，但從未發行過的歌曲《SCANDAL的主題曲》（SCANDALのテーマ）。第13張單曲《太陽Scandalous》則於7月發行，得公信榜第2名，為她們至今最高的單曲周榜名次。同年9月，她們的第四張專輯發行，並取得Oricon公信榜第4名。截至當時為止的4張原創專輯都獲得公信榜5名以內，為該榜史上首隊女子樂團達成此紀錄。9月，她們2012年最後一張單曲《高跟鞋踩浪》發行。
同年3月28日，SCANDAL成功在日本武道館開辦個人演唱會「SCANDAL vs BUDOKAN」。門票於開始發售15分鐘後售罄。此時她們組成樂團已約5年7個月。以組成樂團的時間計算，是當時日本史上最快能夠在日本武道館開個人演唱會的女子樂團。8月26日，她們於舊日經常作街頭表演的大阪城公園作現場演出，共有3000名歌迷到場。SCANDAL當時宣佈了將於來年3月於大阪城公園中的大阪城大廳開演唱會，一償多年來的心願。12月1日，SCANDAL首次到馬來西亞舉辦個唱，現場共有1600名觀眾。
SCANDAL的《Satisfaction》（サティスファクション）於同年10月被採用為Windows 8的廣告歌曲，為首次有日本人的歌曲用於Microsoft Windows的廣告。她們的另一首歌曲《Happy Collector》（ハッピーコレクター）被用作於12月上映的電影《今日開始談戀愛》的12首主題曲之一。

### 夢想實現
2013年
2月，SCANDAL首張B面曲精選輯《ENCORE SHOW》發行，跟上一張精選輯《SCANDAL SHOW》一樣取得Oricon公信榜第3名。
3月3日SCANDAL終於一償多年來的心願，在大阪城公園中的大阪城大廳（大阪城ホール）舉辦了 SCANDAL OSAKA-JO HALL 2013「Wonderful Tonight」演唱會，實現了當初在大阪城公園開始街頭表演時一直以來的夢想。演唱會當晚大約有10000 名粉絲到場支持，這也是截至當時為止樂團有史以來最大規模的個別演唱會。
同年5月22日發行了第15張的單曲《應該不會再見了、要保重喔》。8月14日亦發行了第16張的單曲《下弦之月》，該單曲中的B面曲《キミと未来と完全同期》為 グランフロント大阪『ロボット・スキャンダル』項目的合作歌曲。由貝斯手TOMOMI負責填詞。
9月18日發行了第17張的單曲《OVER DRIVE》其中歌曲《OVER DRIVE》由中田康貴作詞,作曲及編曲。同年10月2日發行了第五張創作專輯《STANDARD》，並取得了Oricon公信榜第3名。

### 風格改變
2014年
2月12日SCANDAL與T.M.Revolution一同發行了《Count ZERO | Runners high ～戦国BASARA4 EP～》。
4月23日，SCANDAL發行了第18張單曲《Departure》，該曲的歌曲風格與以往的截然不同，由結他手MAMI擔任作曲填詞。該曲也是在同年3月3日，以限定一天的形式，突然出現在YouTube上的歌曲，當日樂迷的反應十分熱烈，也感到很驚喜，因為2014年初主音HARUNA一直都集中在舞台劇『銀河英雄傳說 第四章後篇 激突』上的演出，所以那個時期SCANDAL一直也沒有機會參與音樂上的活動。而3月3日，正是SCANDAL進軍獨立音樂界的日子，也是她們實現最大的夢想之一、在大阪城大廳（大阪城ホール）舉辦演唱會的一天，可說是充滿回憶的日期。主音HARUNA表示《Departure》這首歌曲是一首對SCANDAL很重要的歌曲，這也是一首見證了她們成長的歌曲，亦希望該曲可以讓樂迷認識一個全新的SCANDAL。
6月22日SCANDAL第二次踏進夢之舞台大阪城大廳（大阪城ホール），舉辦了『SCANDAL ARENA LIVE 2014「360ﾟ」』演唱會。同月28及29日SCANDAL 亦在橫濱體育館舉辦一連兩日的『SCANDAL ARENA LIVE 2014 「FESTIVAL」』演唱會。
7月16日發行了第19張單曲《黎明的流星雨》，11月19日發行了第20張單曲《Image》。
同年12月3日SCANDAL發行了第6張創作專輯《HELLO WORLD》，該專輯亦跟上一張專輯《STANDARD》一樣，取得了Oricon公信榜的第3名。

### 進軍世界
2015年
1月24日開始，SCANDAL樂團舉辦了SCANDAL HELLO WORLD 世界巡回演唱會，除了日本地區公演外，亦去了不少國家如美國，英國，德國，法國，墨西哥，新加坡，台湾和香港等地巡演，向全世界樂迷展示出全新風格的SCANDAL。
巡回演唱會過後，SCANDAL在7月22日發行了第21張的單曲《Stamp!》。同年9月9日再發行了第22張的單曲《Sisters》。團員表示新曲的靈感來自於剛完成的世界巡回演唱會。
10月17日公開上映了『SCANDAL Documentary film「HELLO WORLD」』電影，內容主要是SCANDAL在2015年初舉辦的HELLO WORLD 世界巡回演唱會中，在日本以外的8個國家演出了合共10場公演的紀錄片段。
12月9日公佈了會於來年1月12日及13日在日本武道館舉辦『SCANDAL ARENA TOUR 2015-2016 「PERFECT WORLD」』演唱會。

### 成軍十年
2016年
2016年為SCANDAL 樂團成軍十週年的一年。1月12日及13日SCANDAL在日本武道館一連兩天舉辦了『SCANDAL ARENA TOUR 2015-2016 「PERFECT WORLD」』演唱會，以答謝支持了她們十年的樂迷，主音HARUNA表示這是一個幸福的時刻。
1月30日公佈新曲《Morning sun》將會擔任電影《猫なんかよんでもこない》的主題曲。
2月26日SCANDAL演出的「フェットチーネグミ」電視廣告正式放送，新曲《Love Me Do》亦擔任了其廣告歌曲。
3月2日SCANDAL發行了第7張原創專輯《YELLOW》，該專輯收錄了《Stamp!》，《Sisters》，《Love Me Do》及《SUKI-SUKI》等主打歌曲，亦收錄了SCANDAL首次嘗試創作的純音樂作品《Room No.7》，止專輯亦是首張所有作品皆由SCANDAL團員全權負責創作的專輯。該專輯取得了Oricon公信榜第2名，刷新了樂團有史以來公信榜的最高紀錄。另外截至當時為止樂團全部七張原創專輯及兩張精選專輯都獲得Oricon公信榜5名以內。
2016年4月開始，SCANDAL以樂團結成十週年的氣勢，舉辦了「YELLOW」世界巡回演唱會(亞洲站)，除了在日本多個地區進行公演外，也在新加坡，泰國，台灣和香港等國家巡回演出。
5月14日，結他手MAMI在東京公演完結後，感到身體不適，要送院十天接受檢查及休養，原本於5月19日及20日在大阪舉行的兩場公演也因此延期。

### 2018-2019年
在2018年的聖誕節特別演唱會上，SCANDAL宣布即將成立新的獨立音樂廠牌「her」，以達到更高的創作自由度。在2019年3月27日，發行新的雙A面單曲「Masterpiece/瞬間」。並在2019年6至7月，展開新的巡迴演唱「FUZZY SUMMER MOOD」。

## 風格
「校服」是SCANDAL甫出道時的一個重大特色。雖然如此，她們並非為打造一支「校服樂團」而這樣做。據她們所講，組成樂團時全部成員都還是學生，經常穿著校服練習，因此於正式演出時仍穿上校服，減輕自己的緊張。由於服裝上予人相當強烈的偶像形象，剛開始的技術也不夠，所以曾引來「是否真的在演奏」等的質疑。現時樂團的服裝不再以校服為主調。她們由第9張單曲《Pride》（2011年2月）起開始不留黑長直髮。她們表示不希望人們只看見校服的部分，故不在意因此流失一些歌迷。
SCANDAL曾說過她們受到一些美國樂團的影響，包括嗆辣紅椒和超脫樂團等等。在2008年一次訪問中，當她們被問及受到哪些藝人影響時，HARUNA舉出YUI、艾薇兒·拉維尼、麥莉·希拉等女歌手，RINA舉出Maximum The Hormone的鼓手和美國音樂人Steve Gadd，TOMOMI則舉出討伐體制樂團。

## 音樂作品
| 張 數        | 名稱                      | 發行日期       | Oricon公信榜 周榜最高排名 |
| 獨立製作時期 | 獨立製作時期              | 獨立製作時期   | 獨立製作時期              |
| ------------ | ------------------------- | -------------- | ------------------------- |
| 1st          | Space Ranger              | 2008年3月3日   | 第186名                   |
| 2nd          | 戀模樣                    | 2008年4月4日   | 第150名                   |
| 3rd          | 蜉蝣                      | 2008年5月5日   | 第122名                   |
| 正式出道     |                           |                |                           |
| 1st          | DOLL                      | 2008年10月22日 | 第26名                    |
| 2nd          | SAKURA再見                | 2009年3月4日   | 第30名                    |
| 3rd          | 少女S                     | 2009年6月17日  | 第6名                     |
| 4th          | 夢想的翅膀                | 2009年10月14日 | 第12名                    |
| 5th          | 多愁善感的瞬間            | 2010年2月3日   | 第7名                     |
| 6th          | 太陽與你所描繪的STORY     | 2010年6月2日   | 第10名                    |
| 7th          | 遺憾的眼淚                | 2010年7月28日  | 第14名                    |
| 8th          | 踢飛醜聞                  | 2010年10月6日  | 第3名                     |
| 9th          | Pride                     | 2011年2月9日   | 第7名                     |
| 10th         | 遙遠                      | 2011年4月20日  | 第3名                     |
| 11th         | LOVE SURVIVE              | 2011年7月27日  | 第11名                    |
| 12th         | HARUKAZE                  | 2012年2月22日  | 第6名                     |
| 13th         | 太陽Scandalous            | 2012年7月11日  | 第2名                     |
| 14th         | 高跟鞋踩浪                | 2012年9月12日  | 第9名                     |
| 15th         | 應該不會再見了、要保重喔  | 2013年5月22日  | 第4名                     |
| 16th         | 下弦之月                  | 2013年8月14日  | 第5名                     |
| 17th         | OVER DRIVE                | 2013年9月18日  | 第7名                     |
| 18th         | Departure                 | 2014年4月23日  | 第5名                     |
| 19th         | 夜明けの流星群            | 2014年7月16日  | 第5名                     |
| 20th         | Image                     | 2014年11月19日 | 第14名                    |
| 21st         | Stamp!                    | 2015年7月22日  | 第5名                     |
| 22nd         | Sisters                   | 2015年9月9日   | 第9名                     |
| 23rd         | Take Me Out               | 2016年7月27日  | 第11名                    |
| 24th         | マスターピース / まばたき | 2019年3月27日  | 第7名                     |
| 25th         | eternal                   | 2021年3月3日   | 第17名                    |
| 26th         | アイボリー                | 2021年6月16日  | 第14名                    |
| 27th         | one more time             | 2021年9月29日  | 第17名                    |

| 張 數 | 名稱                         | 發行日期       | Oricon公信榜 周榜最高排名 |
| ----- | ---------------------------- | -------------- | ------------------------- |
| 1st   | BEST★SCANDAL                 | 2009年10月21日 | 第5名                     |
| 2nd   | TEMPTATION BOX               | 2010年8月11日  | 第3名                     |
| 3rd   | BABY ACTION                  | 2011年8月10日  | 第4名                     |
| 4th   | Queens are trumps -王牌皇后- | 2012年9月26日  | 第4名                     |
| 5th   | STANDARD                     | 2013年10月2日  | 第3名                     |
| 6th   | HELLO WORLD                  | 2014年12月3日  | 第3名                     |
| 7th   | YELLOW                       | 2016年3月2日   | 第2名                     |
| 8th   | HONEY                        | 2018年2月14日  | 第3名                     |
| 9th   | Kiss from the darkness       | 2020年2月12日  | 第5名                     |
| 10th  | MIRROR                       | 2022年1月26日  | 第5名                     |

| 張 數 | 名稱         | 發行日期      | Oricon公信榜 周榜最高排名 |
| ----- | ------------ | ------------- | ------------------------- |
| 1st   | SCANDAL SHOW | 2012年3月7日  | 第3名                     |
| 2nd   | ENCORE SHOW  | 2013年2月6日  | 第3名                     |
| 3rd   | SCANDAL      | 2017年2月15日 | 第2名                     |

| 張 數 | 名稱                       | 發行日期       | Oricon公信榜 周榜最高排名 |
| ----- | -------------------------- | -------------- | ------------------------- |
| 1st   | YAH!YAH!YAH! HELLO SCANDAL | 2008年8月8日   | 第217名                   |
| 2nd   | R-GIRL's ROCK!             | 2010年11月17日 | 第9名                     |

|     | 名稱                                                        | 發行日期       |
| --- | ----------------------------------------------------------- | -------------- |
| 1st | SCANDAL FIRST LIVE - BEST★SCANDAL 2009 -                    | 2010年6月30日  |
| 2nd | EVERYBODY SAY YEAH! - TEMPTATION BOX TOUR 2010 - ZEPP TOKYO | 2011年3月16日  |
| 3rd | VIDEO ACTION                                                | 2011年9月28日  |
| 4th | SCANDAL JAPAN TITLE MATCH LIVE 2012 -SCANDAL vs BUDOKAN-    | 2012年8月22日  |
| 5th | SCANDAL OSAKA JO HALL LIVE 2013 -WONDERFUL TONIGHT-         | 2013年7月24日  |
| 6th | SCANDAL ARENA LIVE 2014 -FESTIVAL-                          | 2014年1月14日  |
| 7th | SCANDAL "Documentary film -HELLO WORLD-                     | 2015年12月23日 |
| 8th | SCANDAL ARENA TOUR 2015-2016 -PERFECT WORLD-                | 2016年4月13日  |
| 9th | SCANDAL 10th ANNIVERSARY FESTIVAL -2006-2016-               | 2016年11月2日  |

## 演唱会

### 巡回演唱会
| 日程                      | 名称                                                                                | 日期 ・会場 |
| ------------------------- | ----------------------------------------------------------------------------------- | --- |
| 2009年12月4日 - 12月24日  | ファーストワンマンライブツアー                                                      | 全4公演 - 12月4日 名古屋 CLUB QUATTRO (BEST★NAGOYA) - 12月5日 心斎橋 CLUB QUATTRO (BEST★OSAKA) - 12月12日 渋谷 CLUB QUATTR (BEST★TOKYO) - 12月24日 恵比寿 LIQUIDROOM (BEST★Xmas,追加公演) |
| 2010年3月23日 - 4月10日   | SCANDAL 〜瞬間サクラゼンセンTOUR〜 2010 SPRING                                      | 全8公演 - 3月23日 福岡BEAT STATION - 3月27日 宇都宮HEAVEN'S ROCK - 3月28日 仙台CLUB JUNK BOX - 3月30日 新潟CLUB JUNK BOX - 4月2日 柏PALOOZA - 4月3日 浜松窓枠 - 4月4日 さいたま新都心HEAVEN'S ROCK - 4月10日 神戸VARIT |
| 2010年9月18日 - 10月2日   | 「SCANDAL TEMPTATION BOX TOUR 2010」〜YEAH!って言えいっ!〜                          | 全7公演 - 9月18日 福岡DRUM LOGOS - 9月20日 広島CLUB QUATTRO - 9月23日 PENNY LANE 24 - 9月26日 Zepp Sendai - 9月29日 Zepp Nagoya - 9月30日 Zepp Osaka - 10月2日 Zepp Tokyo |
| 2011年5月3日 - 6月8日     | SCANDAL LIVE TOUR 2011「Dreamer」                                                   | 全7公演 - 5月3日 Zepp Fukuoka - 5月6日 Zepp Tokyo - 5月8日 Zepp Sendai - 5月14日 Zepp Sapporo - 6月2日 Zepp Nagoya - 6月4日 Zepp Osaka - 6月8日 Zepp Tokyo |
| 2011年7月9日 - 7月10日    | SCANDAL ONE-MAN LIVE IN 四国「急にきてゴメン。」                                    | 全2公演 - 7月9日 松山SALONKITTY - 7月10日 高松DIME |
| 2011年9月11日 - 9月17日   | SCANDAL ASIA TOUR 2011「Baby Action」                                               | 全4公演 - 9月11日 台北THE WALL（台湾） - 9月12日 KITEC Rotunda 3（香港） - 9月16日 La Salle Singapore Airlines Theatre（シンガポール） - 9月17日 La Salle Singapore Airlines Theatre（シンガポール） |
| 2011年10月13日 - 12月1日  | SCANDAL VIRGIN HALL TOUR 2011「Baby Action」                                        | 全15公演 - 10月13日 神戸文化ホール中ホール - 10月15日 福岡市民会館 - 10月17日 香川県県民ホール - 10月21日 浜松市福祉交流センター - 10月23日 広島アステールプラザ大ホール - 10月24日 倉敷市芸文館 - 10月26日 中野サンプラザ - 10月28日 新潟県民会館 - 10月30日 金沢市文化ホール - 11月4日 札幌市教育文化会館大ホール - 11月11日 NHK大阪ホール - 11月13日 名古屋市公会堂 - 11月16日 渋谷公会堂 - 11月23日 仙台市民会館大ホール - 12月1日 中野サンプラザ |
| 2012年5月19日 - 6月17日   | SCANDAL 「LIVE IDO LIVE」 TOUR 2012                                                 | 全17公演 - 5月19日 鹿児島CAPARVO HALL - 5月20日 熊本DRUM Be-9 V1 - 5月22日 長崎DRUM Be-7 - 5月25日 広島club Quattro - 5月26日 岡山CRAZY MAMA KINGDOM - 5月28日 高松DIME - 5月29日 徳島club GRINDHOUSE - 6月2日 Zepp Nagoya - 6月3日 Zepp Nanba - 6月5日 和歌山GATE - 6月6日 京都MUSE - 6月8日 Zepp Tokyo - 6月11日 長野JUNK BOX - 6月13日 新潟LOTS - 6月14日 仙台RENSA - 6月16日 札幌PENNY LANE24 - 6月17日 札幌PENNY LANE24 |
| 2012年9月7日 - 9月9日     | SCANDAL LIVE 「急に来てゴメン。」in 郡山＆盛岡                                      | 全2公演 - 9月7日 郡山CLUB#9 - 9月9日 盛岡Club Change WAVE |
| 2012年10月12日 - 11月22日 | SCANDAL HALL TOUR 2012「Queens are trumps-切り札はクイーン-」                       | 全15公演 - 10月12日 和光市民文化センター - 10月20日 大阪国際会議場 グランキューブ大阪メインホール - 10月21日 大阪国際会議場 グランキューブ大阪メインホール - 10月24日 飯田文化会館 - 10月26日 福岡市民会館 - 10月28日 江戸川区民文化センター 大ホール - 10月31日 大宮ソニックシティ - 11月3日 愛知県芸術劇場大ホール - 11月4日 愛知県芸術劇場大ホール - 11月6日 金沢市文化ホール - 11月10日 広島上野学園ホール - 11月16日 Zepp Sapporo - 11月18日 仙台イズミティ21 - 11月20日 新潟市民芸術文化会館 - 11月22日 中野サンプラザ |
| 2013年3月13日 - 3月19日   | SCANDAL Southeast Asia Tour                                                         | 全4公演 - 3月13日 TENNIS INDOOR SENEYAN（インドネシア） - 3月16日 *SCAPE WAREHOUSE（シンガポール） - 3月17日 *SCAPE WAREHOUSE（シンガポール） - 3月19日 BCC Hall（タイ） |
| 2013年5月4日 - 5月7日     | SCANDAL LIVE 「急に来てゴメン。」in 島根&鳥取                                       | 全2公演 - 5月4日 松江AZTiC canova - 5月7日 米子AZTIC laughs |
| 2013年6月9日 - 7月7日     | SCANDAL LIVE TOUR 2013「スキャはまだ本気出してないだけ」                            | 全14公演 - 6月9日 Zepp Sapporo - 6月11日 仙台Rensa - 6月14日 山形ミュージック昭和Session - 6月16日 高崎club FLEEZ - 6月20日 Zepp DiverCity Tokyo - 6月21日 Zepp DiverCity Tokyo - 6月23日 横浜BLITZ - 6月27日 Zepp Namba - 6月28日 Zepp Namba - 6月30日 福井響のホール - 7月2日 富山MAIRO - 7月4日 Zepp Nagoya - 7月5日 Zepp Nagoya - 7月7日 Zepp Fukuoka |
| 2013年10月19日 - 12月3日  | SCANDAL HALL TOUR 2013「STANDARD」                                                  | 全21公演 - 10月19日 かつしかシンフォニーヒルズ - 10月22日 金沢市文化ホール - 10月24日 センチュリーホール - 10月26日 福岡市民会館 - 10月28日 鹿児島市民文化ホール 第二 - 10月30日 スターピアくだまつ - 11月1日 松山市総合コミュニティーセンター - 11月3日 広島文化学園HBGホール - 11月4日 オリックス劇場 - 11月7日 NHKホール - 11月9日 四日市市文化会館大ホール - 11月12日 なら100年会館 - 11月14日 神戸国際会館 こくさいホール - 11月16日 山梨県立県民文化ホール - 11月19日 仙台電力ホール - 11月21日 大宮ソニックシティ 大ホール - 11月24日 三島市民文化会館 - 11月26日 札幌市教育文化会館大ホール - 11月29日 新潟県民会館 - 12月1日 桐生市市民文化会館シルクホール - 12月3日 東京国際フォーラム ホールA |
| 2014年5月2日 - 5月10日    | SCANDAL LIVE 「急に来てゴメン。」in 北                                              | 全5公演 - 5月2日 小樽GOLDSTONE - 5月4日 旭川CASINO DRIVE - 5月6日 函館club COCOA - 5月8日 弘前Mag-Net - 5月10日 秋田Club SWINDL |
| 2014年6月28日 - 6月29日   | SCANDAL ARENA LIVE 2014 「FESTIVAL」                                                | 全2公演 - 6月28日 横浜アリーナ - 6月29日 横浜アリーナ |
| 2014年9月14日 - 9月28日   | SCANDAL LIVE HOUSE "10"DAYS ｢急に来てもらってゴメン。2014 ～新曲やるから聴いてよ～｣ | 全10公演 - 9月14日 赤坂BLITZ - 9月15日 赤坂BLITZ - 9月17日 赤坂BLITZ - 9月18日 赤坂BLITZ - 9月19日 赤坂BLITZ - 9月23日 堂島リバーフォーラム - 9月24日 堂島リバーフォーラム - 9月26日 堂島リバーフォーラム - 9月27日 堂島リバーフォーラム - 9月28日 堂島リバーフォーラム |
| 2015年1月24日 - 5月29日   | SCANDAL WORLD TOUR 2015「HELLO WORLD」                                              | 全36公演 - 1月24日 厚木市文化会館 - 1月29日 たましんRISURUホール - 1月31日 ベイシア文化ホール 大ホール - 2月1日 結城市民文化センターアクロス 大ホール - 2月7日 千葉県文化会館 - 2月10日 ホルトホール大分 大ホール - 2月11日 市民会館崇城大学ホール - 2月14日 上野学園ホール - 2月15日 上野学園ホール - 2月21日 オリックス劇場 - 2月22日 オリックス劇場 - 2月26日 サンポートホール高松 - 2月28日 福岡サンパレス - 3月1日 長崎市公会堂 - 3月5日 大宮ソニックシティ 大ホール - 3月7日 盛岡市民文化ホール - 3月8日 東京エレクトロンホール宮城 - 3月12日 加古川市民会館 大ホール - 3月13日 滋賀県立芸術劇場 びわ湖ホール 大ホール - 3月15日 なら100年会館 大ホール - 3月19日 ホクト文化ホール・中ホール - 3月21日 長岡市立劇場 - 3月22日 本多の森ホール - 3月27日 静岡市民文化会館 - 3月28日 名古屋国際会議場センチュリーホール - 3月30日 倉敷市民会館 - 4月4日 札幌市民ホール - 4月5日 旭川市民文化会館大ホール - 4月11日 東京国際フォーラム ホールA - 4月12日 東京国際フォーラム ホールA - 4月19日 沖縄ナムラホール - 4月25日 Le Bataclan (パリ) - 4月26日 O2 Academy Islington (ロンドン) - 4月30日 Weststadthaalle (エッセン) - 5月10日 THE WALL (台北) - 5月29日 Macpherson Stadium (香港) |
| 2016年4月13日 - 6月28日   | SCANDAL TOUR 2016「YELLOW」                                                         | 全19公演 - 4月13日 仙台PIT - 4月14日 仙台PIT - 4月16日 新瀉LOTS - 4月17日 新瀉LOTS - 4月21日 ZEPP FUKUOKA - 4月23日 BLUE LIVE HIROSHIMA - 4月24日 BLUE LIVE HIROSHIMA - 4月30日 高松FESTHALLE - 5月1日 なんばHATCH(大阪) - 5月3日 ZEPP NAGOYA - 5月4日 ZEPP NAGOYA - 5月8日 ZEPP SAPPORO - 5月11日 ZEPP TOKYO - 5月13日 ZEPP TOKYO - 5月14日 ZEPP TOKYO - 6月9日 STAR HALL(香港) - 6月11日 ATT SHOW BOX(台灣) - 6月18日 BCC Hall Central Ladprao(泰國) - 6月27日 なんばHatch(大阪) - 6月28日 なんばHatch(大阪) |
| 2016年9月10日 - 9月25日   | SCANDAL TOUR 2016 “YELLOW” IN EUROPE                                                | 全10公演 - 9月10日 Amsterdam, Netherlands Melkweg - 9月13日 Cologne, Germany Luxor - 9月14日 Hamburg, Germany Kaiserkeller - 9月16日 Wroclaw, Poland Firlej - 9月17日 Wien, Austria Szene - 9月18日 Milano, Italy Elyon - 9月20日 Marseille, France Poste a galene - 9月21日 Barcelona, Spain Apollo2 - 9月24日 London, United Kingdom Islington Academy - 9月25日 Paris, France La Machine |
| 2016年10月30日 - 11月27日 | SCANDAL MANIA TOUR 2016                                                             | 全7公演 - 10月30日 仙台MACANA - 11月3日 Zepp DiverCity Tokyo - 11月5日 HIROSHIMA CLUB QUATTRO - 11月6日 福岡BEAT STATION - 11月12日 なんばHatch - 11月13日 Zepp Nagoya - 11月27日 DUCE Sapporo |
| 2017年3月11日 - 7月17日   | SCANDAL TOUR 2017 「SCANDALの47都道府県ツアー」                                     | 全53公演 - 3月11日 熊本 B.9 V1 - 3月12日 宮崎 WEATHER KING - 3月14日 長崎DRUM Be-7 - 3月15日 佐賀GEILS - 3月17日 周南RISING HALL - 3月18日 松江AZTiC canova - 3月20日 米子AZTiC laughs - 3月25日 金沢EIGHT HALL - 3月26日 富山MAIRO - 3月28日 長野CLUB JUNK BOX - 4月1日 新潟LOTS - 4月2日 新潟LOTS - 4月5日 千葉LOOK - 4月8日 高知CARAVAN SARY - 4月9日 高松festhalle - 4月11日 松山WstudioRED - 4月12日 徳島club GRINDHOUSE - 4月15日 Zepp Tokyo - 4月16日 甲府CONVICTION - 4月22日 Zepp Osaka BaySide - 4月23日 Zepp Nagoya - 4月28日 川崎CLUB CITTA - 4月30日 高崎CLUB FLEEZ - 5月2日 HEAVEN’S ROCK さいたま新都心 VJ-3 - 5月4日 福井 響きのホール - 5月6日 岐阜CLUB-G - 5月7日 松阪M'AXA - 5月13日 HIROSHIMA CLUB QUATTRO - 5月14日 HIROSHIMA CLUB QUATTRO - 5月20日 郡山HIP SHOT - 5月21日 仙台Rensa - 5月23日 山形ミュージック昭和Session - 5月25日 盛岡CLUB CHANGE WAVE - 5月27日 秋田 Club SWINDLE - 5月28日 青森Quarter - 6月2日 札幌 PENNY LANE24 - 6月3日 札幌 PENNY LANE24 - 6月10日 和歌山SHELTER - 6月11日 滋賀U-STONE - 6月13日 KYOTO MUSE - 6月15日 神戸VARIT. - 6月17日 奈良NEVERLAND - 6月18日 なんばHatch - 6月22日 LiveHouse 浜松窓枠 - 6月23日 Zepp Nagoya - 6月25日 岡山 CRAZYMAMA KINGDOM - 7月1日 鹿児島CAPARVO HALL - 7月2日 福岡 DRUM LOGOS - 7月4日 大分 DRUM Be-0 - 7月8日 那覇桜坂セントラル - 7月14日 HEAVEN'S ROCK 宇都宮 VJ-2 - 7月15日 水戸LIGHT HOUSE - 7月17日 豊洲PIT |
| 2017年10月6日 - 10月21日  | SCANDAL TOUR 2017 「SCANDALの対バンツアー」                                         | 全3公演 - 10月6日 Zepp Tokyo （出演：UNISON SQUARE GARDEN） - 10月20日 Zepp Nagoya （出演：04 Limited Sazabys） - 10月21日 Zepp Osaka Bayside （出演：BLUE ENCOUNT） |
| 2018年3月8日 - 5月25日    | SCANDAL TOUR 2018 「HONEY」                                                         | 全23公演 - 3月3日 三郷市文化会館 大ホール - 3月9日 鹿児島市民文化ホール 第2ホール - 3月10日 福岡市民会館 - 3月16日 仙台銀行ホール イズミティ21 大ホール - 3月17日 盛岡市民文化ホール 大ホール - 3月21日 わくわくホリデーホール - 3月24日 佐野市文化会館 大ホール - 3月25日 結城市民文化センター アクロス 大ホール - 3月31日 新潟県民会館 - 4月1日 本多の森ホール - 4月7日 広島文化学園HBGホール - 4月8日 米子市公会堂 - 4月14日 日本特殊陶業市民会館フォレストホール - 4月15日 日本特殊陶業市民会館フォレストホール - 4月21日 サンポートホール高松 大ホール - 4月27日 オリックス劇場 - 4月28日 オリックス劇場 - 5月11日 中野サンプラザホール - 5月12日 中野サンプラザホール - 5月18日 静岡市清水文化会館マリナート 大ホール - 5月19日 岐阜市民会館 - 5月25日 神戸国際会館こくさいホール |
| 2018年6月10日 - 6月30日   | SCANDAL ASIA TOUR 2018 「HONEY」                                                    | 全5公演 - 6月10日 Macpherson Stadium (香港) - 6月15日 TANGO(北京) - 6月17日 TU凸空间(廣州) - 6月24日 SMX Convention Center(馬尼拉) - 6月30日 Clapper Studio(台北) |
| 2018年9月5日 - 9月16日    | SCANDAL from JAPAN US & Mexico Tour 2018 「Special Thanks」                         | 全6公演 - 9月5日 PlayStation Theater (紐約) 9月7日 The Regency Ballroom (三藩市) 9月9日 House of Blues Anaheim (阿納海姆) 9月12日 Escena Monterrey (蒙特雷,墨西哥) 9月14日 El Plaza Condesa (墨西哥城) 9月16日 The Bomb Factory (達拉斯) |
| 2018年11月2日 - 11月21日  | SCANDAL TOUR 2018 「感謝祭」                                                        | 全7公演 - 11月2日 Zepp Nagoya (愛知県) - 11月3日 Zepp Nagoya(愛知県) - 11月10日 Zepp Osaka(大阪府) - 11月11日 Zepp Osaka(大阪府) - 11月16日 Zepp Sapporo(北海道) - 11月20日 Zepp Tokyo(東京都) - 11月21日 Zepp Tokyo(東京都) |
| 2019年3月30日 - 4月7日    | SCANDAL MANIA TOUR 2019                                                             | 全3公演 - 3月30日 DIAMOND HALL（愛知県） - 3月31日 なんばHatch（大阪府） - 4月7日 新木場STUDIO COAST（東京都） |

### 单独演唱会
| 年份                        | 日程           | 名称                                                                | 会場                              |
| ワンマンライブ              | ワンマンライブ | ワンマンライブ                                                      | ワンマンライブ                    |
| --------------------------- | -------------- | ------------------------------------------------------------------- | --------------------------------- |
| 2010年                      | 6月14日        | 雨上がりの決戦 〜江戸編〜 「絶対に負けられない戦いがここにはある」  | SHIBUYA-AX                        |
| 2010年                      | 6月16日        | 雨上がりの決戦 〜浪速編〜 「絶対に負けられない戦いがここにはある」  | なんばHatch                       |
| 2010年                      | 8月1日         | SCANDAL Live in Hong Kong 2010                                      | HITEC Auditorium（香港）          |
| 2010年                      | 12月24日       | SCANDAL SPECIAL LIVE 「BEST★Xmas 2」                                | 恵比寿 The Garden Hall            |
| 2011年                      | 12月22日       | SCANDAL SPECIAL LIVE 「BEST★Xmas 3」                                | なんばHatch                       |
| 2012年                      | 3月28日        | SCANDAL JAPAN TITLE MATCH LIVE 2012「SCANDAL vs BUDOKAN」           | 日本武道館                        |
| 2012年                      | 8月29日        | 「夏の終わりのスキャンダル 〜いつもより若干のしっとりさを添えて〜」 | 音霊 SEA STUDIO                   |
| 2012年                      | 12月1日        | SCANDAL SPECIAL LIVE IN MALAYSIA 2012                               | KL Live Concert Hall (マレーシア) |
| 2012年                      | 12月23日       | SCANDAL SPECIAL LIVE 「BEST★Xmas 4」                                | 恵比寿 The Garden Hall            |
| 2013年                      | 1月19日        | S(CANDAL) M(ANIA) SONIC 2013 -Hello,New Year-                       | 横浜BLITZ                         |
| 2013年                      | 3月3日         | SCANDAL OSAKA-JO HALL 2013「Wonderful Tonight」                     | 大阪城ホール                      |
| 2013年                      | 12月23日       | SCANDAL SPECIAL LIVE 「BEST★Xmas 5」                                | SHIBUYA-AX                        |
| 2014年                      | 6月22日        | SCANDAL ARENA LIVE 2014「360°」                                     | 大阪城ホール                      |
| 2016年                      | 8月21日        | SCANDAL 10th ANNIVERSARY FESTIVAL『2006-2016』                      | 泉大津フェニックス（大阪）        |
| もう...マニアなんだからっ！ |                |                                                                     |                                   |
| 2010年                      | 12月11日       | Vol.1                                                               | 原宿アストロホール                |
| 2011年                      | 3月21日        | Vol.2（昼夜公演）                                                   | ESPエンタテインメント             |
| 2011年                      | 7月23日        | Vol.3（昼夜公演）                                                   | 名古屋 ell.FITSALL                |
| 2011年                      | 11月2日        | Vol.4                                                               | 札幌KRAPS HALL                    |
| 2012年                      | 5月23日        | Vol.5                                                               | DRUM Be-1（福岡）                 |
| 2012年                      | 11月9日        | Vol.6                                                               | 広島ナミキジャンクション          |
| 2013年                      | 6月12日        | Vol.7                                                               | 仙台MACANA                        |

## 獎項
- 第51屆日本唱片大獎 新人獎[27]

## 外部連結
- 官方網站 （页面存档备份，存于）（日語）
- 官方博客 （页面存档备份，存于）（日語）
- SCANDAL的X（前Twitter）